# 亞洲跆拳道聯盟
亞洲跆拳道聯盟（英語：Asian Taekwondo Union，簡稱亞跆盟），是世界跆拳道聯盟（WT）下位於亞洲的地區性運動組織。

## 簡介

### 現任人員
- 會長：李大淳
- 秘書長：梁振錫
- 副祕書長：趙磊

## 相關事件

### 網站被駭事件
因2010年廣州亞運電子襪判罰爭議而在官方網站上發布標題為「Shocking Act of Deception by Chinese Taipei（中華台北－驚人的騙術）」的新聞稿，令台灣人民群情激憤。官方網站在2010年11月19日遭駭客入侵，甚至被迫臨時關閉網站。11月22日事發後，亞跆盟刻意採用防火牆機制，將台灣與澳洲的IP位址全數封鎖。

## 外部連結
- Asian Taekwondo Union
- Member National Associations Country （页面存档备份，存于）（在WTF網站上關於亞跆會的會員與入會年份）